# Восстание Дорра
Восстание Дорра (англ. Dorr Rebellion) или Война Дорра (англ. Dorr War) — кратковременный гражданский конфликт в американском штате Род-Айленд, в основе которого лежало движение за расширение избирательных прав жителей штата. Под руководством местного политика Томаса Дорра сторонники реформ провели собственный съезд и референдум, приняв Конституцию с соответствующими гарантиями права голоса, но их действия не были признаны правительством. На тот момент Род-Айленд все еще использовал колониальную хартию 1663 года, которая требовала владения землей как ценза для голосования. Восставшие сторонники Дорра создали параллельное правительство и другие законодательные органы штата. В итоге восстание потерпело неудачу, а сам Дорр оказался осуждён на пожизненные каторжные работы, но был помилован всего через год после приговора. Несмотря на поражение, восстание способствовало уступке со стороны властей — принятию новой Конституции, гарантировавшей право голоса более широким кругам населения.

## Предпосылки
В отличие от большинства штатов, которые создали свои Конституции во время войны за независимость США и пересмотрели ее к 1840-м годам в ответ на меняющиеся политические условия, Род-Айленд продолжал использовать свою королевскую хартию 1663 года. Хотя для своего времени хартия была революционной, она устарела, сделав Род-Айленд одним из немногих штатов, где все еще существовали требование быть землевладельцем для голосования. В 1664 году Генеральная ассамблея Род-Айленда приняла закон, ограничивающий избирательное право «свободными людьми», классом, определяемым как белые мужчины старше 21 года, владевшие недвижимостью стоимостью не менее 100 фунтов стерлингов и их старшими сыновьями. Позже стоимость была увеличена до 200 фунтов стерлингов, а затем — до 400 фунтов стерлингов, прежде чем снизиться до 40 фунтов стерлингов в 1762 году.
Свободные люди также сохраняли за собой право быть присяжными и подавать иски в суд. Несвободный человек не мог инициировать судебный процесс, если его не спонсировал свободный человек; такой иск должен был рассматриваться в суде присяжных, состоящем только из свободных людей. Система хорошо работала в преимущественно аграрном обществе, где землевладение было распространённым явлением, но становилась все более дискриминационной по мере сокращения доступной земли, а промышленная революция вместе с превращением Род-Айленда в штат с большим городским населением, привлекала растущее, в основном безземельное иммигрантское население, в особенности ирландских рабочих. В результате по приблизительным оценкам к 1840-м годам примерно 60% взрослого белого мужского населения штата не имели статуса свободных людей. Некоторые источники предполагают, что эта цифра могла быть еще выше.
Также Хартия по сути создала «гнилые местечки». На момент создания этого документа Ньюпорт был самым населённым городом колонии и ему было выделено шесть представителей, а Провиденсу — только четыре. К 1840-м годам население Ньюпорта составляло около 8000 человек, но при этом сохранило своих шестерых представителей, в то время как население Провиденса выросло до более чем 23 000 жителей, но по-прежнему имело всего четыре места в законодательном собрании. Кроме того, в Хартии отсутствовала система сдержек и противовесов, обычно предусматриваемая Конституцией: губернатор был лишь номинальным главой и не имел права вето в отношении законодательного собрания. К его полномочиям относилось только обеспечение исполнения парламентом законов. Назначение судей также контролировалось законодательным органом и часто осуществлялось на основе личных связей.

### Попытки реформ
Поскольку Хартия была даром от короля, а не Конституцией, возможность внесения поправок в неё не была предусмотрена. Открытая критика Хартии началась после 1800, на конституционном съезде 1824 года свободные граждане отклонили проект новой Конституции, а другой съезд 1834 года не внёс никаких изменений. Многие свободные люди сопротивлялись предлагаемым изменениям и утверждали, что расширение избирательного права приведёт к фальсификациям на выборах. При этом и с Хартией мошенничество на выборах было широко распространено. Противостояние реформам было наиболее сильным среди сторонников партии вигов, которые жили в основном на юге штата, в то время как свободными людьми, выступающими за реформы, часто были демократы, в основном проживавшие на промышленно развитом севере штата.

### Ассоциация за право голоса
К осени 1840 года растущее движение за реформы и расширение избирательного права привело к образованию Партии избирательных прав (или Народной партии) и Ассоциации за избирательные права Род-Айленда, которая опиралась на поддержку рабочих и среднего класса, а также сочувствующих свободных граждан, в частности бывших депутатов местного законодательного собрания Томаса Уилсона Дорра и Сэмюэля Этвелла. Ассоциация основала отделения по всему штату и в ноябре 1840 года начала издавать газеты New Age и Daily Express. В ответ на растущее общественное давления законодательное собрание призвало созвать новый конституционный конвент в январе 1841 года. Конвент был назначен на ноябрь, круг его участников был ограничен только свободными людьми; он должен был рассмотреть только вопросы распределения мест в парламенте без расширения избирательных прав.
Члены ассоциации за избирательное право не ждали реализации своих желаний от съезда и в феврале 1841 опубликовали декларацию, призывая провести массовое собрание в Провиденсе 12 апреля. Весной и летом того же года сторонники избирательных прав провели другие собрания. Тогда же Дорр присоединился к движению и в конечном итоге стал его лидером.

### Народная Конституция
Народный конвент состоялся 4 октября и не привлек большого внимания. Конституция, разработанная сторонниками избирательных прав, вводила билль о правах, разделение властей, тайное голосование и перераспределение мест в парламенте. Хотя некоторые государственные должности были доступны только налогоплательщикам, а голосовать по вопросам муниципальных финансов могли только владельцы недвижимости стоимостью не менее 150 долларов, право голоса предоставлялось всем взрослым белым мужчинам независимо от наличия собственности.
Дорр, возглавлявший избирательный комитет, добивался всеобщего избирательного права для мужчин вне зависимости от цвета кожи, зачитав на съезде петицию, переданную ему от имени чернокожего сообщества. Попытка убрать слово «белый» была отклонена 18 голосами против 46 при поддержке прагматичных членов партии на съезде. В ответ Общество борьбы с рабством Род-Айленда отказалось от поддержки Ассоциации за избирательные права, после чего члены Ассоциации стали срывать заседания Общества. Женщинам, активно участвовавшим в движении за избирательное право, также было отказано в праве голоса.
Народная конституция получила широкую огласку, попав на первые полосы газет по всему штату. К моменту проведения съезда свободных людей 1 ноября 1841 года большинство из них уже были знакомы с документом от Общества. Конституция, разработанная этим съездом, была очень похожа на предыдущую, внося Билль о правах, разделение властей, отмену статуса свободного человека и даже более справедливую представительную систему, чем предыдущая, но сохраняла тот же имущественный ценз для голосования.

### Референдум

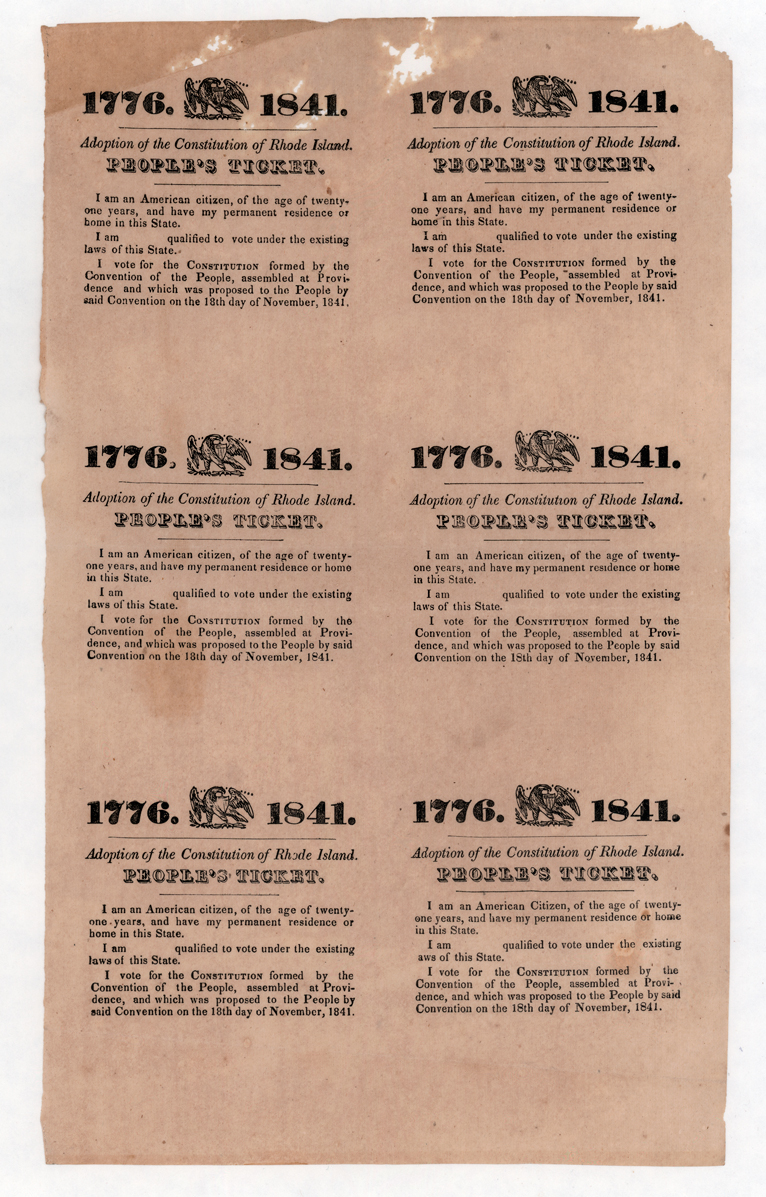
Бюллетени для голосования на референдуме

Трёхдневный референдум по народной конституции начался 27 декабря. Оппозиционно настроенные свободные граждане отказались принимать участие в нём, так как считали голосование незаконным. Проект Конституции получил 13 944 (или 13 947) голоса «за», и только 52 голоса «против» из примерно 23 142 взрослых белых мужчин, включая 9 950 свободных граждан, из которых 4 960 голосовали на референдуме. Поскольку явное большинство граждан поддержало новую конституцию, лидеры Партии за избирательные права считали, что существующее правительство уйдёт в отставку по воле народа.
Однако губернатор Сэмюэл Уорд Кинг обратился к судебным органам, которые постановили, что власть принадлежит не населению в целом, а политическому сообществу и его корпоративным (то есть свободным) гражданам и сравнили сторонников избирательных прав с толпами времён Французской революции. Дорр и его союзники утверждали, что после обретения независимости США власть правительства исходила от народа, а не наоборот. Свободные граждане использовали националистические настроения, чтобы настроить общественное мнение против движения за право голоса, в котором участвовало много ирландцев.
Конституция свободных людей, которую оппоненты также называли Конституцией тори, была представлена на официальное трехдневное голосование, начавшееся 21 марта 1842 года. Дорр посоветовал свободным гражданам, поддерживающим реформу голосовать против нее, в результате чего Конституция была отклонена 8689 голосами против 8013. Поскольку этот вариант Конституции удовлетворял значительную часть изначальных требований реформистов, некоторые историки считают призыв Дорра отклонить её тактической ошибкой.

### Алжирский закон
Позднее законодательное собрание Род-Айленда принял закон, объявивший все собрания и выборы, проводимые в соответствии с народной конституцией, незаконными и недействительными и предусматривавший наказания для лиц, участвовавших в выборах по своему согласию в виде штрафа в размере двух тысяч долларов и года тюремного заключения; для любого человека, пытающегося занять должность при нелегитимном правительстве предусматривалось пожизненное заключение. В оппозиционной среде этот закон стал известен как «Алжирский закон» по аналогии с деспотичными алжирскими правителями, предоставляющими убежище берберийским пиратам и работорговцам.
Кинг и его сторонники, входившие в сформированную Партию закона и порядка Род-Айленда, коалицию вигов и консервативных демократов, обратились за поддержкой к президенту Джону Тайлеру и даже к афроамериканцам, предлагая им право голоса для чернокожих в обмен на лояльность в назревающем конфликте. В результаты сторонники Дорра, который стали называть дорритами окрестили Партию закона и порядка «партией ниггеров».
Строгость алжирского закона заставила многих сторонников Народного конвента и конституции дистанцироваться от Партии за избирательные права, что создало значительные трудности с выдвижением кандидатов на предстоящих выборах. Тем временем президент Тайлер отказался вмешиваться в спор.

## Восстание

### Создание параллельного правительства
В конечном итоге партия за избирательные права выдвинула своих кандидатов на выборах несмотря на запрет; Дорр стал кандидатом на пост губернатора и был избран без сопротивления, получив 6359 голосов. Тем временем губернатор Кинг также выиграл свои выборы, набрав 4846 голосов. С этого момента в штате существовало два правительства. 3 мая, в день инаугурации Дорр под защитой по меньшей мере двух отрядов вооружённых ополченцев двинулся с толпой по улицам Провиденса к старому зданию законодательного собрания, но дверь оказалось запертой, а вскоре начался дождь. Некоторые исследователи войны Дорра считают, что захват здания мог бы предоставить новому правительству решающую демонстрацию легитимности и склонить общественное мнение в их пользу. Однако в результате дорриты отправились в строящийся литейный завод, где состоялась первая законодательная сессия параллельного парламента. Тем временем президент Тайлер негласно поддержал легитимное правительство и усилил Форт-Адамс 183 военнослужащими и выдал им оружие и продовольствие, но надеялся избежать применения силы.

### Аресты
Начиная с 4 мая правительство Кинга начало арестовывать своих противников в соответствии с алжирским законом, включая нескольких выборных должностных лиц из народного правительства. В ответ Daily Express опубликовала сообщение об арестах вместе с именами и адресами тех, кто их осуществил, а также судей, выдавших ордера. Вскоре по штату прокатились пожары в амбарах, принадлежащих противникам избирательного права; предполагалось, что за этим стояли дорритыю. Волна арестов глубоко встревожила членов народного законодательного собрания, вынудив многих уйти в отставку со своих постов.
Под давлением своего окружения Дорр присоединился к делегации в Вашингтоне для встречи с Тайлером, который, согласившись с Дорром в том, что вопрос восстания относится к внутреннем делу штата, заявил, что будет обязан применить силу в случае насилия, и любой, кто окажет сопротивление или будет действовать против федерального правительства, может быть обвинён в государственной измене. «Род-Айлендский вопрос» вызвал дебаты в обеих палатах Конгресса по поводу необходимости и правомерности вмешательства в происходящие события.

### Возвращение Дорра в Род-Айленд
По пути в Род-Айленд Дорр получил тёплый приём в Нью-Йорке, в особенности от членом Таммани-холла. Он произнёс речь, заявив о своей готовности стать мучеником за дело избирательного права. Нью-Йоркские сторонники пообещали оказать ему поддержку в случае военного вмешательства федерального правительства и предложили ему военный эскорт до Род-Айленда, но он отказался. Также Дорр посетил секретную встречу, организованную госсекретарём Дэниелом Уэбстером, где встретился с членом делегации от губернатора Кинга, Джоном Уипплом. Уиппл предложил компромисс, согласно которому действие алжирского закона могло быть приостановлено, а правительство Кинга осталось бы у власти до тех пора Окружной суд США не вынесет решение о законности народной Конституции (некоторые судьи этого суда враждебно относились к этому документу). В обмен Дорр не имел права возвращаться в Род-Айленд. Лидер восстания отверг это предложение. 12 мая по совету Тайлера Кинг амнистировал тех, кто отказался от народного правительства и присягнул на верность ему.

### Нападение на арсенал
Когда Дорр прибыл на лодке в Стонингтон, штат Коннектикут, его встретила большая толпа сторонников, после чего он сел на поезд до Провиденса. По прибытии его встретила толпа из примерно 3000 человек, многие из которых были вооружены и являлись ополченцами. В городской резиденции Энтони, возможно, из-за растущего отчаяния, он и его ближайшие союзники разработали план штурма близлежащего государственного арсенала, в котором находилось более 2000 винтовок, мушкетов, боеприпасов и несколько единиц тяжелой артиллерии. Затем дорриты обратились к Объединенной артиллерийской железнодорожной роте, одному из многих отрядов ополчений, симпатизировавших Дорру. После имитации сопротивления подразделение передало восставшим пару старинных 6-фунтовых пушек.
План был плохо замаскирован и распространился среди сторонников законного правительства так же быстро, как и среди дорритов, причем лидеры обоих лагерей призывали своих последователей быть готовыми к действию. К ночи 17 мая государственный арсенал был усилен лояльными ополченцами и добровольцами за закон и порядок, включая отца, брата и зятя Дорра и многих чернокожих, которые поддерживали Дорра до того, как они были исключены из списка людей, на которых дорриты хотели расширить избирательное право. Кинг совершил короткий и нервный визит в арсенал, чтобы осмотреть оборонительные сооружения, после чего поспешно ушёл.
В час ночи дорриты начали собираться. Отряд, насчитывавший около 300 человек, усиленный группами добровольцев из соседних городов Потакет и Вунсокет, был передан под командование полковника Уиллера. Около 1:30 они начали марш к арсеналу. К тому времени, как они прибыли около 2:00, их число немного уменьшилось, так как некоторые люди отказались от дела, осознав опасность и серьёзность ситуации. Полковник Картера отправился требовать сдачи арсенала, но получил отказ. Когда послышалось, как на первом этаже передвигают и заряжают тяжелую артиллерию, полковник Диспо, командующий войсками Потакета приказал своим людям отступать.
Затем Дорр приказал выстрелить из двух пушек, но ни одна из них не выстрелила. Среди историков ведутся споры о том, произошло ли это из-за того, что пушки были старинными, из-за отсыревшего пороха, образовавшегося из-за ночного тумана, или, как считал сам Дорр, из-за саботажа. Большинство оставшихся людей Дорра дезертировали, оставив его лишь с небольшой группой верных сторонников. С приближением рассвета Дорр приказал отступать. В последующие дни в народном правительстве произошло множество отставок, а сам Дорр бежал из города по совету своего сторонника Беррингтона Энтони.
Около 9:00, после того как весть о провалившейся атаке распространилась по Провиденсу, Кинг в сопровождении примерно 700 человек и дюжины артиллерийских орудий прибыл к дому Энтони, стоявшему на вершине небольшого холма и защищавшемуся несколькими пушками, направленными вниз. Последовало короткое и напряженное противостояние, когда люди Кинга установили свою артиллерию, и обе стороны обменялись угрозами. В конечном итоге войска Кинга штурмовали дом, размахивая ордером на арест и требуя выдачи Дорра. Пока они преследовали его в неправильном направлении, Дорр смог бежать в Вунсокет, где у него было множество сторонников, и предложил снова попытаться захватить арсенал, но позже отказался от всех своих планов и покинул штат. За его поимку была объявлена награда в 1000 долларов, а два ополчения, подозреваемые правительством Кинга в нелояльности, были расформированы.

### Отступление восставших

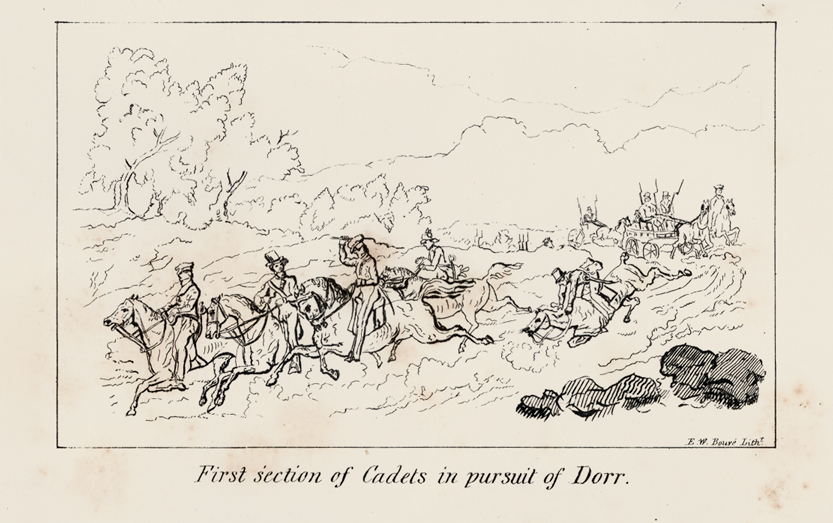
Рисунок, показывающий погоню кадетов за Дорром

Среди сторонников легального правительства возникли опасения, что Дорр собирается вернуться во главе армии наёмников из соседних штатов для установления своей власти. Тем временем президент Тайлер лично посетил штат и оценил ситуацию, но отказался направлять туда федеральные войска.
Хотя большинство членов народного законодательного собрания и сторонников из высшего класса к тому времени отказались от дела избирательных прав, группа рабочих, которая поддерживала Дорра с самого начала, сохранила верность ему. В течение июня они провели множество собраний и шествий в надежде проложить путь к возвращению своего героя. В народе шли разговоры о повторном созыве народного парламента, и вскоре его члены начали собираться в небольшой деревне Чепачет и окапываться на Эйкотс-Хилл для защиты. Четверо мужчин, проходивших через деревню, были схвачены дорритами по подозрению в шпионаже со стороны правительства, двое из которых таковыми и оказались. Их насильно отправили в Вунсокет, где они были освобождены на следующий день. Пленители оправдывали свои действия защитой народной конституции и утверждали, что для защиты их дела прибудут 2000 человек.
В ответ на это 23 июня Кинг призвал провести в сентябре еще один конституционный съезд, который позволил бы чернокожим голосовать за делегатов и выдвинуть идею отмены ценза собственности для участия в выборах. Тем временем, на фоне активности оппозиции в Чепачете, неудавшуюся попытку некоторых дорритов захватить пушки в Уоррене и возобновившиеся разговоры о скором возвращении Дорра, законное правительство призвало войска. К 23 июня силы численностью от 2500 до 3000 человек расположились лагерем в Провиденсе под командованием Уильяма Гиббса Макнила. В тот же день Дорр вернулся в Род-Айленд и присоединился к своим оставшимся последователям. К 27 июня силы выросли до 3500, включая 200 чернокожих ополченцев. Части этих сил были отправлены для защиты границ штата, в то время как основные силы продвигались к Эйкотс-Хилл.
На холме находилось не более 300 плохо организованных людей, и ни одного представителя первоначального народного правительства. Кроме того, имелось несколько пушек, но боеприпасов к ним было мало, а многие из имеющихся были неподходящего размера. 27 июня, не получив подкрепления и поняв, что народное правительство фактически бросило его, Дорр созвал военный совет со своими оставшимися советниками. Осознав безнадежность своего положения, он распустил ополчение.
28 июня к холму прибыл лояльный законному правительству полковник Браун вместе со своим отрядом, но обнаружил его покинутым, за исключением нескольких пушек и торговца из Провиденса, который сообщил команде, что дорриты уже разбежались. После штурма пустого холма отряд объявил о победе. Разочарованные своим неудачным прибытием, солдаты начали беспорядочно арестовывать мирных жителей, задержав от 100 до 200 в основном невинных людей, называя их пленниками, чтобы сохранить лицо. Затем солдаты заняли таверну Спрага, где началась драка, в результате которой один из гостей был застрелен солдатом.
Когда люди Брауна вели своих «военнопленных» обратно в Провиденс, два брата из отряда поссорились, в результате чего один убил другого. Некоторые из солдат предлагали казнить пленных до того, как их посадят в тюрьму.

## Последствия
Вскоре губернатор Кинг выдал ордер на арест Дорра с вознаграждением в размере 5000 долларов. Губернаторы Массачусетса и Нью-Йорка согласились на экстрадицию Дорра в случае его обнаружения, а губернаторы Коннектикута и Нью-Гэмпшира отказались, заявив, что Кинг пытается наказать своего политического оппонента. В целом, Дорр относительно свободно передвигался по Новой Англии и в какой-то момент даже ненадолго вернулся в Провиденс.
В конце ноября в Род-Айленде состоялось голосование по конституции, предложенной правительством Кинга, в ходе которого 7024 голоса были поданы «за» и всего 51 «против» (некоторые источники приводят другие цифры, но итог голосования остаётся прежним). Новый документ включал в себя билль о правах, разделение властей, перераспределение количества мест в парламенте в зависимости от численности населения и избирательное право для чернокожих и всех взрослых мужчин, родившихся в штате. Натурализованные граждане по-прежнему должны были соответствовать требованиям к цензу собственности в размере 134 долларов для участия в голосовании. Кроме того, избиратели должны были платить избирательный налог в размере 1 доллара, который должен был пойти на поддержку государственных школ штата.

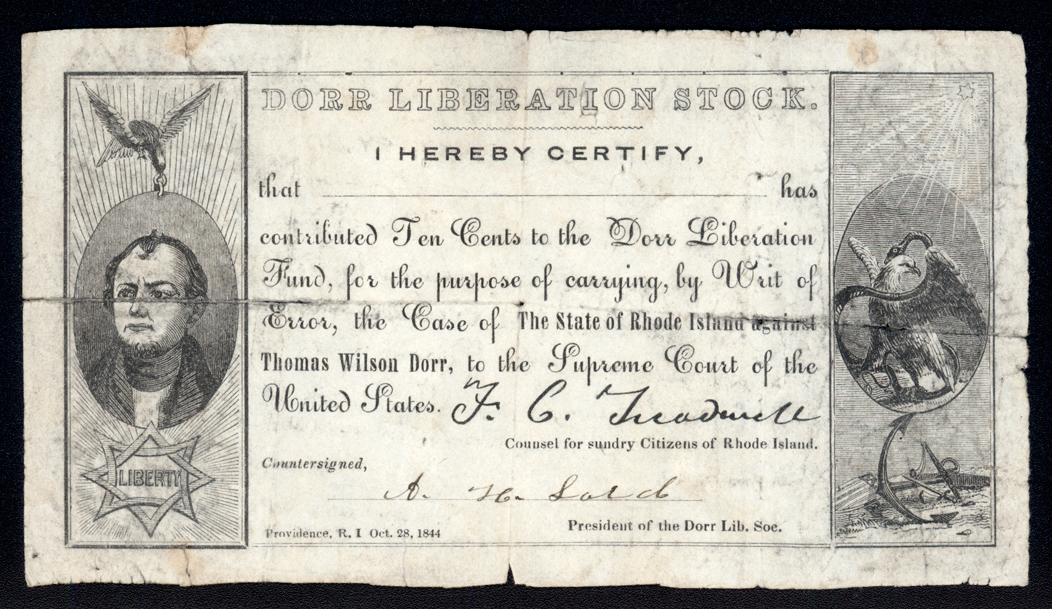
Акции за освобождение Дорра

31 октября 1843 года Дорр прибыл в Провиденс и зашёл в отель «Сити», желая снять номер. Не найдя свободных номеров, он перешёл улицу и направился к дому Симмонса, редактора симпатизировавшей ему газеты «Republican Herald». Его тут же арестовали на улице, взяли под стражу и заключили в тюрьму штата, где также содержались многие его сторонники. Ему было предъявлено обвинение в государственной измене по алжирскому закону.
Арест возвёл Дорра в ранг мученика, постепенно усиливая общественное сочувствие к его делу. Было создано Общество освобождения Дорра, которое начало продавать акции «Освобождения» для сбора средств в надежде добиться рассмотрения его дела в Верховном суде. Его родители и дядя, выступившие против восстания, подали прошение о его освобождении. После долгих споров в январе 1845 года было решено предложить Дорру свободу при условии принятия им присяги на верность, от которой он отказался.
Дальнейшее тюремное заключение политика стало серьёзным вопросом во время выборов губернатора Род-Айленда в 1845 году, на которых кандидат от партии освобождения Чарльз Джексон победил кандидата от партии закона и порядка. 27 июня 1845 года законодательное собрание штата приняло «Закон о помиловании некоторых преступлений против суверенной власти этого штата и об успокоении умов его добрых людей», освободив Дорра.
Позже, в деле Лютер против Бордена 1849 года Верховный суд США постановил, что существование конституционного права на смену правительства не подлежит сомнению, но что Верховный суд не имеет полномочий вмешиваться в этот процесс, поскольку конституционная гарантия «республиканской формы правления» является политическим вопросом, который стоит оставить на усмотрение других ветвей власти федерального правительства.
В 1854 году Верховный суд Род-Айленда вынес решение о том, что «объединение всех полномочий правительства в одних руках есть не что иное, как определение деспотизма», по сути постановив, что хартия неправомерно санкционировала деспотическую и нереспубликанскую форму правления. Здоровье Дорра было подорвано тюремным заключением, он умер в возрасте 49 лет в том же году.